# شرکت پتروشیمی فن‌آوران
شرکت پتروشیمی فن آوران (سهامی عام) در سال۱۳۷۷ تأسیس و در اداره ثبت شرکت‌ها و مالکیت صنعتی تحت شماره ۱۳۹۶۰۲ با موضوع فعالیت ساخت، راه اندازی و استخراج واحدهای متانول، اسید استیک، مونوکسید کربن، به منظور صادرات و تامین نیاز بازارهای هدف داخلی و خارجی  به ثبت رسیده است. این شرکت در جنوب غربی ایران در منطقه ویژه اقتصادی پتروشیمی، با مساحت ۲۵ هکتار واقع شده است.

## ساختار هیئت مدیره
فرهاد  رضانژاد، رئیس هیئت مدیره، حسین رفیق دوست، مدیرعامل و نائب رئیس هیئت مدیره،  سعید عباسی، عضو موظف هیئت مدیره، علیرضا بنی اسدی، عضو هیئت مدیره غیرموظف و علیرضا کریمی، عضو هیئت مدیرهٔ این شرکت هستند.

## محصولات
محصولات اصلی شرکت فن‌آوران شامل متانول و اسید استیک است. ظرفیت اسمی متانول ۱ میلیون تن است که ۷ درصد متانول ایران و ۰٫۷ درصد متانول دنیا را تامین می‌کند و ظرفیت اسمی اسید استیک نیز معادل ۱۵۰ هزار تن است.

## تامین خوراک

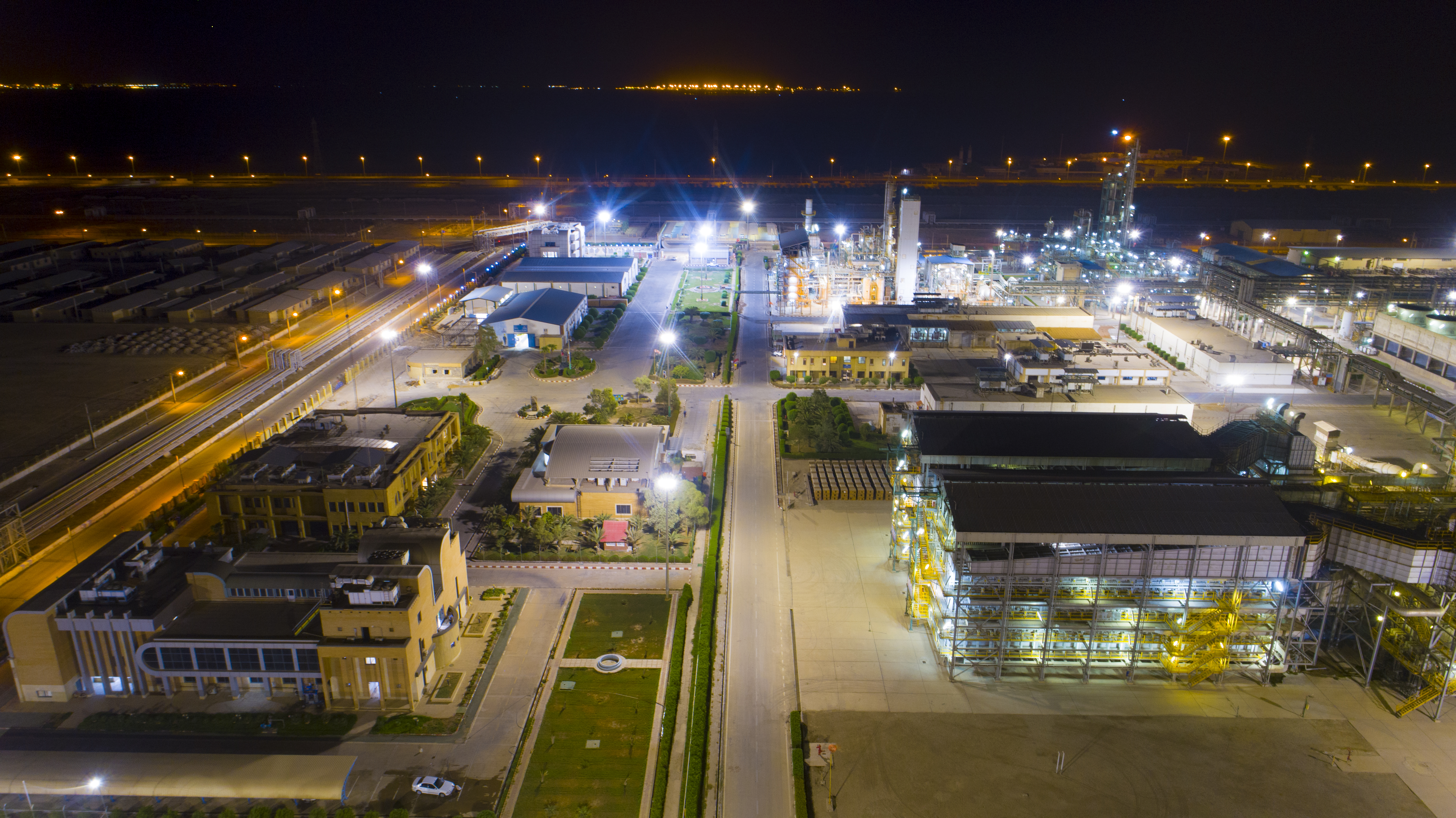
نمایی از پتروشیمی فن‌آوران

در حال حاضر شرکت پتروشیمی فن‌آوران خوراک مجتمع‌های پتروشیمی بندرامام، شهید تندگویان، شیمی بافت، نخل آسماری، کارون و پتروشیمی رازی را تامین می‌کند و نقش استراتژیکی در تامین خوراک پایدار و تولید مجتمع‌های پتروشیمی منطقه ویژه اقتصادی پتروشیمی دارد.

## صادرات
محصولات پتروشیمی فن‌آوران به کشورهای چین و هند و همچنین محصول اسید استیک در سال ۱۴۰۳ به بازارهای آذربایجان، عراق، ازبکستان، ترکیه و سوریه نیز صادر شده است. در سال ۱۴۰۲ حدود یک میلیون تن محصول به فروش رسیده است که حدود ۶۰ درصد آن به بازارهای جهانی صادر شده است و بیش از ۱۰۱ هزار میلیارد ریال ارزش فروش محصولات در سال ۱۴۰۲ بوده است که افزایش ۲۳ درصدی نسبت به مدت مشابه سال قبل داشته است.

## بورس
"شفن" نماد بورس این شرکت است. پتروشیمی فناوران یکی از نمادهای گروه شیمیایی با سودسازی عادی و در محدوده ۸۱۵ ریال است، نسبت p برe این نماد نیز قدری بالا بوده و در محدوده ۱۵ قرار دارد. درآمدهای عملیاتی شفن در سال ۱۴۰۰ به میزان ۹۴۰۲ میلیارد تومان رسیده اما درآمد این نماد در سال ۹۹ به میزان ۵۵۲۰ میلیارد تومان بوده و افزایش ۷۰ درصدی را نشان می دهد.

## سود و درآمد
شرکت پتروشیمی فن‌آوران در گزارش فعالیت ماهانه منتهی به دی ماه سال ۱۴۰۲ به فروش یک هزار میلیارد تومانی دست یافت و از ابتدای سال مالی تا پایان سال مالی ۱۴۰۲ نیز میزان درآمدهای تجمیعی خود را به بیش از ۸ هزار و ۲۰۰ میلیارد تومان رساند.

## افق چشم‌انداز
پروژه واحد بازیافت CO2 پتروشیمی فن‌آوران که به‌عنوان بزرگترین واحد بازیافت دی اکسید کربن ایران با ظرفیت جذب سالانه ۱۶۰ هزار تن CO2 شناخته می‌شود، با هدف بازیافت دی اکسید کربن حاصل از احتراق در استک ریفرمر واحد متانول اجرایی شده است. این پروژه که پیش‌بینی می‌شود پیش از پایان سال ۱۴۰۴ به بهره‌برداری برسد، ظرفیت تولید محصول متانول در پتروشیمی فن‌آوران را تا ۷۰ هزار تن در سال افزایش خواهد داد و سالانه بیش از ۲۲ میلیون متر مکعب از نیاز این شرکت به خرید گاز سبک را کاهش خواهد داد.
پروژه‌ی وینیل استات مونومر VAM
شرکت پتروشیمی فن‌آوران در افق چشم انداز ترسیم شده توسعه در حوزه پایین دست نیز با انجام مطالعات تا زنجیره سوم، طرح توسعه مختص به خود تحت عنوان پروژه‌ی وینیل استات مونومر VAM را با هدف ایجاد ارزش افزوده بر مازاد مصرف داخلی و صادراتی تولید تعریف کرده است. این پروژه که محصولات آن در صنایع چسب سازی، موکت بافی، تولید انواع پوشش‌ها، بسته‌بندی غذایی، ماده اولیه تولید انواع پلاستیک‌ها، رنگ و الیاف پارچه و... مورد استفاده قرار می‌گیرد با ارزش افزوده‌ی حدود ۳۰ تا ۴۰ درصد می‌تواند به عنوان سند توسعه زنجیره ارزش پایین دست واحد اسید استیک و تولید محصولات با ارزش افزوده بالاتر به افزایش درآمد و سود سالانه شرکت با تولید سالانه ۱۰۰ هزارتن محصول منجر شود. میزان سرمایه گذاری این پروژه که حدود ۱۰۰ میلیون دلار برآورد شده است، در مدت زمانی حدود ۳ سال به سرانجام خواهد رسید.

احداث مخازن پتروالفین فن‌آوران
در راستای توسعه زیرساخت‌های لازم برای پشتیبانی از فعالیت‌های تولیدی، احداث مخازن ذخیره‌سازی با ظرفیت مجموع ۱۰۰ هزار تن از دیگر پروژه‌های شرکت پتروشیمی فن‌آوران است که با هدف انبار و نگهداری محصولات در جنوب غربی محل احداث طرح در سایت ۵ منطقه ویژه اقتصادی پتروشیمی در حال اجرا است.

## مسئولیت اجتماعی
این شرکت در راستای انجام مسئولیت‌های اجتماعی احداث جاده در روستاهای شکاره، کریمه و رحیم آباد (شهرستان ماهشهر) و  ساخت و احداث یک مدرسه ۹ کلاسه با متراژ ۱۵۲۰متر مربع در شهر چمران از محل مصوبات مسئولیت‌های اجتماعی این شرکت انجام شده است‌. بازیافت دی اکسید کربن و همچنین کاشت درختان حرا در خوریات به منظور حفظ اکوسیستم منطقه نیز از برنامه‌های مسئولیت‌های اجتماعی این شرکت بوده است.